# Помогайло, Анатолий Дмитриевич
Анатолий Дмитриевич Помогайло (3 декабря 1939, Мировка, Киевская область — 6 сентября 2015, Черноголoвка, Московская область) — российский и советский ученый в области химии высокомолекулярных соединений (в частности, развитого с его участием нового направления — химия макромолекулярных металлокомплексов) и металлокомплексного катализа.

## Биография
Родился 3 декабря 1939 года в селе Мировка Кагарлыкского района Киевской области. В 1957 г. окончил среднюю школу. В 1965 г. с отличием окончил кафедру физикохимии полимеров и коллоидов химического факультета Одесского государственного университет им. И.И. Мечникова.
С 1960 по 1963 гг. служил в рядах Советской Армии (г. Красноярск).
С 1963 по 1965 гг. работал инженером, начальником цеха, начальником ЦЗЛ Одесского завода (производство изделий из пластифицированного ПВХ и пленочного ПЭНП). Здесь же началась научная деятельность А.Д. Помогайло.
С октября 1965 по февраль 1972 гг. – младший, старший научный сотрудник Института химии нефти и природных солей АН КазССР (г. Гурьев), аспирант АН КазССР заочного обучения.
В 1970 г. защитил диссертацию на соискание ученой степени кандидата химических наук.
С февраля 1972 г. по сентябрь 2015 г. - старший инженер, младший научный сотрудник, ведущий научный сотрудник, заведующий группой, заведующий лабораторией металлополимеров, главный научный сотрудник Института проблем химической физики РАН (г. Черноголовка).
В 1981 г. защитил диссертацию на соискание ученой степени доктора химических наук.
В 1991 г. ВАК СМ СССР присвоила звание «профессор» по специальности «Химия высокомолекулярных соединений».

## Научная деятельность
Научная деятельность проф. Помогайло А.Д. началась в 1964 г. с решения практической задачи – выявления влияния высокодисперсных оксидов металлов, в том числе и в составе огарков, образующихся при получении серной кислоты из колчедана на Одесском суперфосфатном заводе, на физико-механические и эксплуатационные свойства жесткого частично пластифицированного ПВХ.
По окончании университета в 1965 году директор (выпускник Одесского госуниверситета, акад. АН КазССР) В.Г. Беньковский и зав. лаб., к.х.н. Н.Д. Заворохин пригласили его в Институт химии нефти и природных солей АН КазССР в качестве младшего научного сотрудника и аспиранта заочного обучения.
Здесь А.Д. Помогайло развито новое направление ˗ гетерогенизация гомогенных и псевдогомогенных металлокомплексных катализаторов полимеризации α-олефинов. Превращение соединений переходных металлов в соответствующие металлокомплексы с электронодонорными лигандами привело к повышению эффективности и к стационарному характеру действия таких каталитических систем, к регулированию свойств образующихся полимеров. Эти исследования легли в основу кандидатской диссертации (научный руководитель акад. АН КазССР Д.В.Сокольский), защищенной в апреле 1970 г. в Институте химических наук (Алма-Ата) на тему «Кинетика и механизм каталитической полимеризации и сополимеризации этилена модифицированными системами на основе электронодонорных комплексов галогенидов высоковалентных ванадия и титана».
Тогда же были начаты исследования по комплексообразованию переходных металлов с макромолекулярными лигандами (совместно с аспирантами Е.Б. Байшигановым и У.А. Мамбетовым) и их применению в катализе реакций основного органического синтеза, а также изобретательская и педагогическая деятельность А.Д. Помогайло.
Работа в Казахстане имела свою специфику, а также требовала большей самостоятельности и постоянного расширения знаний. В это время он познакомился с плеядой выдающихся ученых и, в первую очередь, с Николаем Михайловичем Чирковым, Александром Евгеньевичем Шиловым, Петром Евгеньевичем Матковским (с которым они учились вместе в Одесском университете, он переехал в Черноголовку из Гурьева в 1968 г.), акад. Николаем Сергеевичем Ениколоповым.
Переломным в научной жизни Помогайло А.Д. было приглашение на работу в Филиал Института химической физики АН СССР в Черноголовку, в котором приняли участие проф. Ф.С. Дьячковский совместно с проф. Н.М. Чирковым, П.Е. Матковским и Ф.И. Дубовицким.
Здесь для Анатолия Дмитриевича представились новые возможности: совместно с проф.  А.Н. Пономаревым, Д.А. Крицкой и Э.Ф. Абдрашитовым разработаны новые типы полимерных носителей с привитым функциональным покровом (по сути, макролигандов), на основе которых созданы полимер-иммобилизованные катализаторы (совместно с проф. Ф.С. Дьячковским) поли- и сополимеризации этилена, бифункциональные катализаторы «эстафетной» сополимеризации in situ с образованием линейного полиэтилена низкой плотности, реакторных полимер-полимерных композиций (совместно с А.М. Бочкиным и Ф.А. Хрисостомовым), отверждения феноло-формальдегидных олигомеров (совместно с Е.А. Урецкой), гидрирования, кислородного и пероксидного окисления алканов и циклоалканов, гидроформилирования и др.
Эти исследования составили предмет докторской диссертации, защищенной в декабре 1981 г в Институте химической физики РАН (Москва), на тему «Закрепление металлокомплексов на макромолекулярных носителях и каталитические свойства иммобилизованных систем в полимеризационных процессах».
Одно из значительных научных достижений проф. А.Д. Помогайло (совместно с д.х.н Джардималиевой Г.И.) ˗ развитие нового направления в химии мономеров и полимеров – одностадийного пути получения структурно-однородных макрокомплексов, сущность которого заключается в синтезе и полимеризационных превращениях металлосодержащих мономеров (МСМ). Для этого синтезированы и охарактеризованы ряды новых МСМ (совместно с Н.Д. Голубевой, А.П. Лисицкой), лигандное окружение которых включает кратные связи, способные к полимеризации (в первую очередь металлохелатные мономеры – совместно с д.х.н. проф. И.Е. Уфляндом, кластерного типа – совместно с к.х.н. Н.М. Бравой, С.И. Помогайло). Обнаружены новые пути превращения МСМ в металлополимеры, в том числе и твердофазные (совместно с к.х.н. В.С. Савостьяновым), которые привели к оригинальным типам прекурсоров для квазикристаллов, ВТСП-керамики, металлополимерных ферромагнетиков, адгезивных добавок, полиметаллических и гибридных композитов, и др. Многие из них исследованы сотрудниками лаб. акад. С.М. Алдошина.
В 1991 Помогайло А.Д. присвоено ученое звание профессор по специальности «химия высокомолекулярных соединений».
Эти исследования по времени совпали с начинающимся в мире развитием металлополимерных нанокомпозитов и имели близкую научную идеологию: следовало лишь превратить полимер-связанные ионы металлов в наночастицы нужных размеров и морфологии. Для этой цели (из всех физических и химических факторов) наиболее простым и удобным оказался твердофазный термолиз (совместно с д.х.н. А.С. Розенбергом). Контролируемый термолиз металлополимеров и их прекурсоров предоставил практически неограниченные возможности для создания всевозможных типов нанокомпозитов, позволяющим ввести в полимерную композицию до 90% (мас.) коллоидных частиц металла (ex-situ-процесс) или до 60 % (мас.) в in-situ-процессе в случае МСМ.
В кинетическом плане полимер-опосредованный синтез наночастиц оказался сопряженным, двухстадийным процессом, связанным с многоканальными превращениями металлосодержащего прекурсора и индуцирующим синтез и эволюцию высокомолекулярного компонента: деполимеризацию, сшивание, деструкцию, многие из этих стадий катализируются формирующимися металлокластерами.
В этом направлении А.Д. Помогайло выполнены пионерские фундаментальные исследования, обобщенные в целом ряде оригинальных статей, обзоров и монографий.

## Педагогическая деятельность
С 1966 по 1970 г. Помогайло А.Д. – преподаватель общей химической технологии (ОХТ) и технологии синтетических смол (ОХТСС) Гурьевского политехникума, в 1970-1971 – химии и физики в вечерней школе рабочей молодежи. Среди выпускников техникума вышло много руководителей промышленности не только Казахстана, включая начальников цехов и директоров заводов.
С 1984 по 1988 гг. являлся профессором кафедры химии Уральского педагогического института им. А.С. Пушкина, вел спецкурсы по органическому синтезу и химии высокомолекулярных соединений, с 2007 г. по 2015 г. вел лекционный курс и практикум в Московском авиационном институте (Национальном исследовательском университете) «Технология материалов для биомедицинской техники» по специальности 190600 «Инженерное дело в медико-биологической практике».
Под его научным руководством защищено 12 диссертаций, из которых 3 докторские. Он активно сотрудничал с Южным Федеральным университетом (г.Ростов), Одесским национальным университетом, Институтом катализа и электрохимии им. Д.В. Сокольского (Алма-Ата), Институтом химии и химической технологии Национальной академии Киргизстана, Институтом химии и физики Академии наук Узбекистана, Институтом органического синтеза УрО РАН, Лесотехническим университетом (г.Екатеринбург) и др.
Помогайло А.Д. - приглашенный профессор Обернского университета (Алабама, май-июнь 2001 г.), Варшавского технологического университета 2002-2005 г.г.), Бременского университета (май-июнь 2004 г.), Туринского университета (май-июнь 2008 г.) и Института композиционных и биомедицинских материалов Национального исследовательского совета Италии(2011, 2013 гг.).
В течение ряда лет Помогайло А.Д. присуждалась Государственная научная стипендия, под его научным руководством выполнен целый ряд проектов: РФФИ, в том числе международных, ИНТАС, Президиума РАН и Отделения химии и наук о материалах РАН. Он являлся экспертом Федеральной целевой научно-технической программы по направлению нанотехнология, ОАО «Роснано» по научно-техническим работам и образовательным проектам, Российского научного фонда и Российского фонда фундаментальных исследований.
А.Д. Помогайло - член Научного совета по катализу ОХиНМ РАН, член квалификационного совета по присуждению ученых степеней докторов и кандидатов химических наук при ИПХФ РАН, секции №5 Ученого совета ИПХФ РАН, редакционно-издательского совета ИПХФ РАН.
Он вел активное международное сотрудничество, являясь организатором и членом организационных комитетов российских и зарубежных конференций (по Нанохимии, Черноголовка 2001 г.; Международного симпозиума по макромолекулярным комплексам, Лейден, 1997; Нью Йорк, 2001; Москва, 2003, Фукуока, 2007; Консепсион, Чили, 2009; Хельсинки, 2011; Advanced Materials &Technologies, AMT' 2001-2004, Гданьск, Лодзь, Варшава), членом редколлегий и рецензентом ряда отечественных и зарубежных научных журналов.
Помогайло Анатолий Дмитриевич— автор более 460 научных трудов, в том числе 14 глав в монографиях, 12 монографий, и свыше 100 авторских свидетельств и патентов. 

## Монографии
1. Помогайло А.Д. Полимер-иммобилизованные металлокомплексные катализаторы. Москва, Наука, 1988, 303 с.
2. Помогайло А.Д., Савостьянов В.В., металлосодержащие мономеры и полимеры, Москва, Химия, 1988, 384 с.
3. Помогайло А.Д., Катализ иммобилизованными комплексами, 1991, 448 с.
4. Помогайло А. Д., Уфлянд И.Е., макромолекулярные металлохелаты, Москва, Химия, 1991, 304 с.
5. Pomogailo A.D., Savostyanov V.V. Synthesis and Polymerization of Metal-Containing Monomers", CRC Press, Boca Raton ,London, NY, 1994, 164 p.
6. . Pomogailo A.D, «Catalysis by Polymer-Immobilized Metal Complexes» Gordon & Breach Sci. Publ.: Amsterdam, 1998, 424 p
7. Помогайло А.Д., Розенберг А.С., Уфлянд И.Е. Наночастицы металлов в полимерах. Москва, Химия, 2000, 672 с.
8. Wohrle Dieter, Pomogailo Anatoli D. Metal Complexes and Metals in Macromolecules. Wiley-VCH, Weinheim. 2003, 667 p.
9. Pomogailo A.D., Kestelman V.N. Metallopolymer Nanocomposites. Springer. Berlin Heidelberg, 2005, 563 p.
10.  Помогайло А.Д., Джардималиева Г.И. Мономерные и полимерные карбоксилаты металлов. Физматлит, Москва, 2009, 400 с.
11. Pomogailo A.D., Dzhardimalieva G.I., Kestelman V.N, Macromolecular metal carboxylates and their nanocomposites, Springer-Verlag, Berlin, Heidelberg, 2010, 305 p.
12. Pomogailo A.D., Dzhardimalieva G.I., Nanostructured Materials Preparation via Condensation Ways. Springer, Science + Business Media Dordrecht. 2014, 460 p.

## Главы в книгах
1.  Помогайло А.Д. Предисловие редактора перевода к книге Ф. Хартли. «Закрепленные металлокомплексы. Новое поколение катализаторов». М. Мир. 1989. С. 5-7.
2.  Помогайло А.Д. Дополнительная глава к книге Ф. Хартли. «Закрепленные металлокомплексы. Новое поколение катализаторов». Прогресс в области катализа закрепленными металлокомплексами: конструирование, исследование и применение. М. Мир. 1989. С. 330-350.
3. Pomogailo A.D. Metal-containing polymers in the Soviet Union. Chapter in book «Inorganic and metal-containing polymeric materials» (Ed. J.E. Sheats, CE. Carraher, Jr., C.U. Pittman, Jr., M. Zeldin, B.Currell). Plenum Press. N.Y., L. 1990, pp. 29-60.
4.  Pomogailo A.D., Wohrle D. "Synthesis and Structure of Macromolecular Metal Complexes. Chapter in Book: «Macromolecule-Metal Complexes». (Eds. F.Ciardelli, E.Tsuchida, D.Wohrle) Springer, 1996, 11-129 
5.  Pomogailo A.D., Metal-Containing Monomers (Polymerization), (The Polymeric Materials Encyclopedia, CRC, Press, Boca Raton, Ed. J.C. Salamone), 1996 
6.  Bravaya N.M., Pomogailo A.D. Cluster-containing metal (co)polymers: production, structure, thermal properties. Chapter in book: Metal-containing Polymeric Materials (Eds. C.U. Pittman, C.E. Carraher, Jr, M. Zeldin, B.Culberston). Plenum Publ. Corp., 1996 
7.  Pomogailo A.D., Dzhardimalieva G.I., Rozenberg A.S., Metal-Containing Polymers as Precursors for the Production of Ferromagnetic and Superconducting Materials. Chapter in Book: Metal-Containing Polymeric Materials.(Eds. C.U.Pittman, C.E.Carraher, Jr., M.Zeldin, B.Culberston). Plenum Publ. Corp., 1996 
8.  Woehrle D., Pomogailo A.D. Chapter in Handbook «Advanced Functional Molecules and Polymers» (Ed. H. Nalva), OPA, NY, 2001, Vol.1, pp. 87-161
9.  Pomogailo A.D., Rozenberg A.S., Dzhardimalieva G.I. Controlled pyrolysis of metal-containing precursors as a way for syntheses of metallopolymer nanocomposites. Chapter in Book: «Metal-Polymer nanocomposites» (Eds. L. Nicolais, G. Carotenuto), Wiley, 2005, pp. 75-122
10.  Pomogailo A.D. Metallopolymer Nanocomposites. Macromolecular metallocomplexes as precursors for polymer, polymer-inorganic and bionanocomposites. Chapter in book «Metal and Metalloid Containing Macromolecules», ed. by Ch. Carraher, Jr., C. Pittman, Jr., Abd-El-Aziz, M. Zeldin, and J. Sheats, Wiley-Interscience, John Wiley and Sons, Inc., New York, 2006, V.7., Chapter 4. p.p. 87-220 
11.  Pomogailo A.D., Dzhardimalieva G.I. Composition and Structural Irregularities of Macromolecular Metal Complexes. Chapter in book «Metal and Metalloid Containing Macromolecules», ed. by Ch. Carraher, Jr., C. Pittman, Jr., Abd-El-Aziz, M. Zeldin, and J. Sheats, Wiley-Interscience, John Wiley and Sons, Inc., New York, 2006, V. 6. Chapter 6. Pp. 147—208 
12.  Pomogailo A.D., Rozenberg A.S., Dzhardimalieva G.I., Bochkin A.M., Pomogailo S.I., Golubeva N.D. Hafnium-Containing Nanocomposites. Chapter in Book «Inorganic and Organometallic Macromoleculars”, Springer. Science+Business Media. 2008. Pp. 241-267. 
13.  Pomogailo A.D., Dzhardimalieva G.I., Rozenberg A.C., Leonowicz M. Magnetic Metallopolymer nanocomposites. Chapter in book «Magnetic Nanoparticles» (Ed. S.P. Gubin), Wiley, 2009. pp.59-85 
14.  Dzhardimalieva G.I., Pomogailo A.D. Macromolecular Metal Carboxylates as Precursors of Metallopolymer nanocomposites. Chapter in book: «Nanocomposites. In situ synthesis of polymer-embedded nanostructures» (Eds. L. Nicolais and G. Carotenuto). Wiley. 2014. pp. 97-114.

## Обзоры
1.    A.D. Pomogailo. Polymer-immobilized clusters of the platinum group metals. Platinum metals Rev.; 1994, v.38, N 2, p.60
2.    А. Д. Помогайло. Полимер-иммобилизованные наноразмерные и кластерные частицы металлов. Успехи химии, 1997, Т. 66, № 8, С. 679—716.
3.    А. Д. Помогайло. Гибридные полимер-неорганические нанокомпозиты, Успехи химии, 2000, Т. 69, № 1, С. 60-89
4.    А. Д. Помогайло. Молекулярные полимер — полимерные композиции. Синтетические аспекты. Успехи химии, 2002, Т. 71, № 1, С. 5-38
5.    А. Д. Помогайло, Г. И. Джардималиева. Успехи и проблемы фронтальной полимеризации металлосодержащих мономеров. Высокомолекулярные соединения, серия А, 2004, Т. 48, № 3, C. 437—453.
6.    А. Д. Помогайло. Катализ гетерогенизированными металлополимерными комплексами: достижения и перспективы. Кинетика и катализ, 2004, Т. 45, № 1, C. 67-114.
7.    A.D. Pomogailo. Hybrid Intercalative Nanocomposites. Inorganic Materials, Vol. 41, Suppl. 1, 2005, S47 — S74.
8.    А. Д. Помогайло. Полимерный золь-гель синтез гибридных нанокомпозитов. Коллоидный журнал, Т. 67, № 6, 2005, C. 726—747.
9.    А. Д. Помогайло. Синтез интеркаляционная химия гибридных органо — неорганических нанокомпозитов. Высокомолекулярные соединения. Серия С, 2006, Т. 48, № 7, С. 1318—1351.
10. А. Д. Помогайло, Г. И. Джардималиева. Макромолекулярные карбоксилаты металлов. Успехи химии, 2008, Т. 77, № 3, С. 270—315.
11. А. Д. Помогайло. Развитие исследований в области создания полимер-иммобилизованных катализаторов. Высокомол. Соедин., А, 2008, Т.50, № 12, С. 2090—2101.
12. А. Д. Помогайло, А. С. Розенберг, Г. И. Джардималиева. Термолиз металлополимеров и их предшественников как метод получения нанокомпозитов, Успехи химии, 2011, т. 80, № 3, С. 272—307.

## Участие в организации конференций
1. 10th IUPAC International Symposium on Macromolecule-Metal Complexes, 18-23 May, 2003, Moscow
2. Четвретая Международная конференция «Химия высокоорганизованных веществ и научные основы нанотехнологии», 28 июня — 2 июля 2004, С.-Петербург
3. Девятая международная конференция по химии и физикохимии олигомеров «Олигомер — 2005» 13-16 сентября 2005, Одесса